# Sommerarena Baden

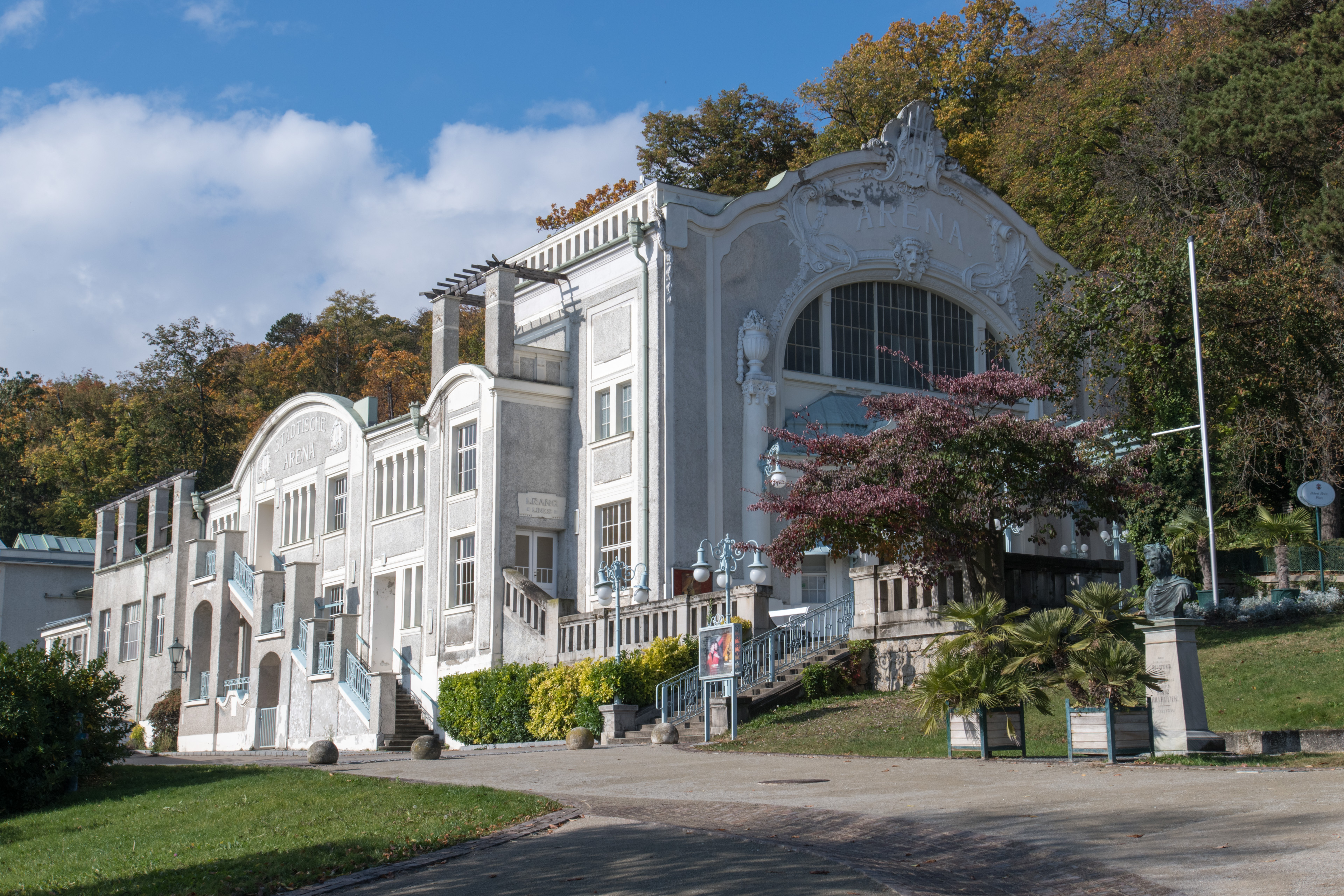
Sommerarena mit vorgelagerter Treppenanlage

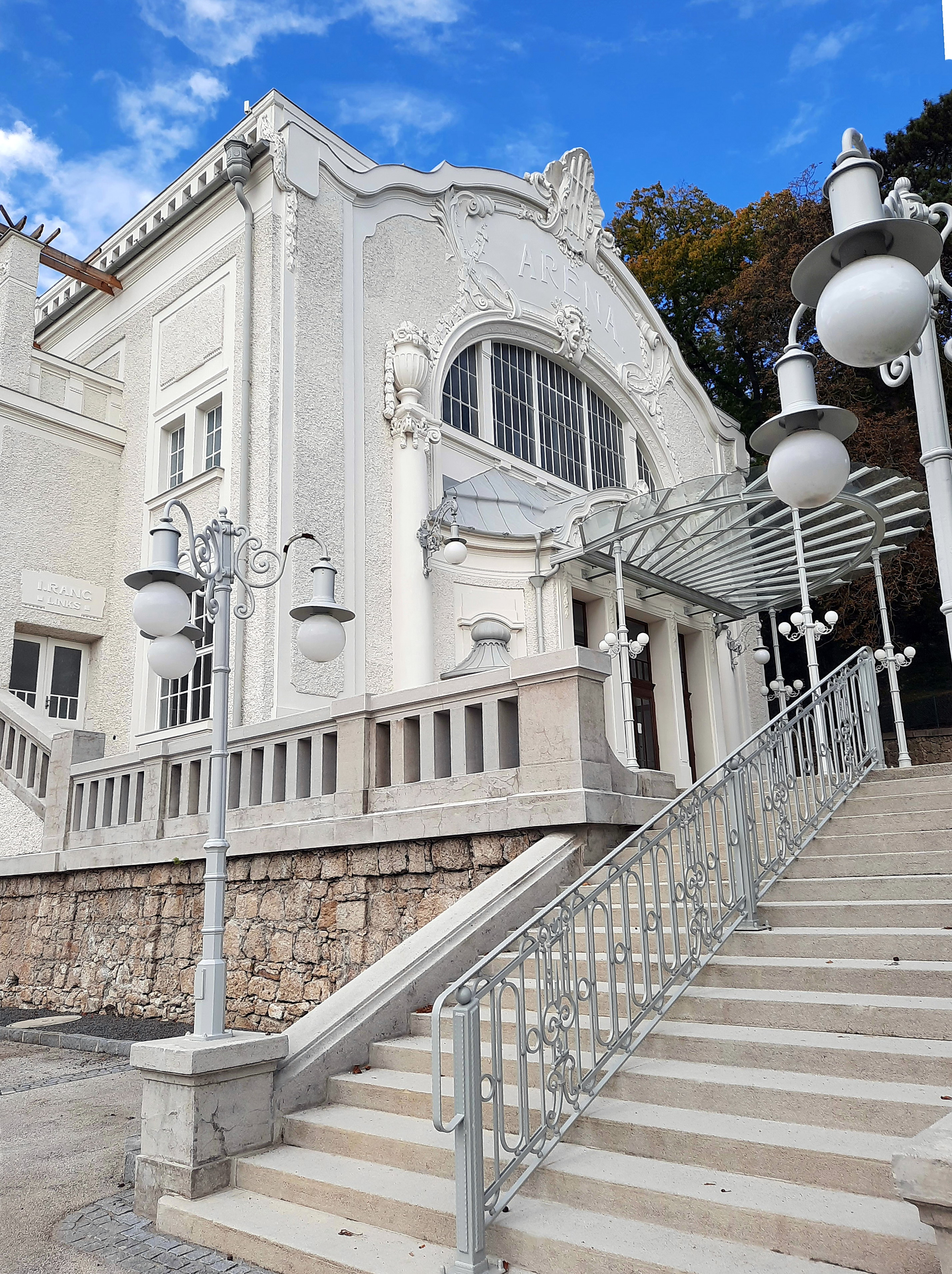
Aufgang zum Haupteingang

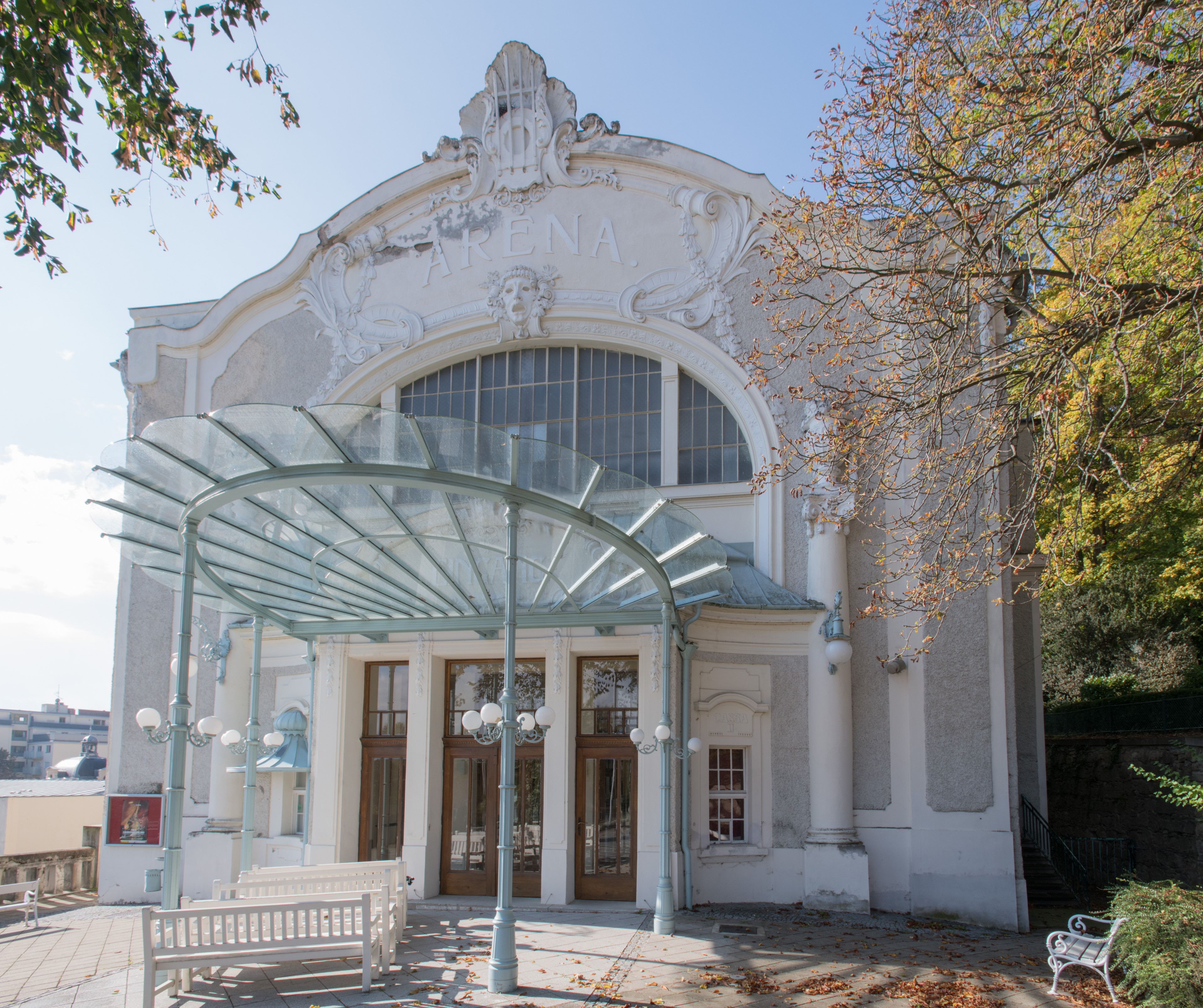
Östliche Eingangsfront

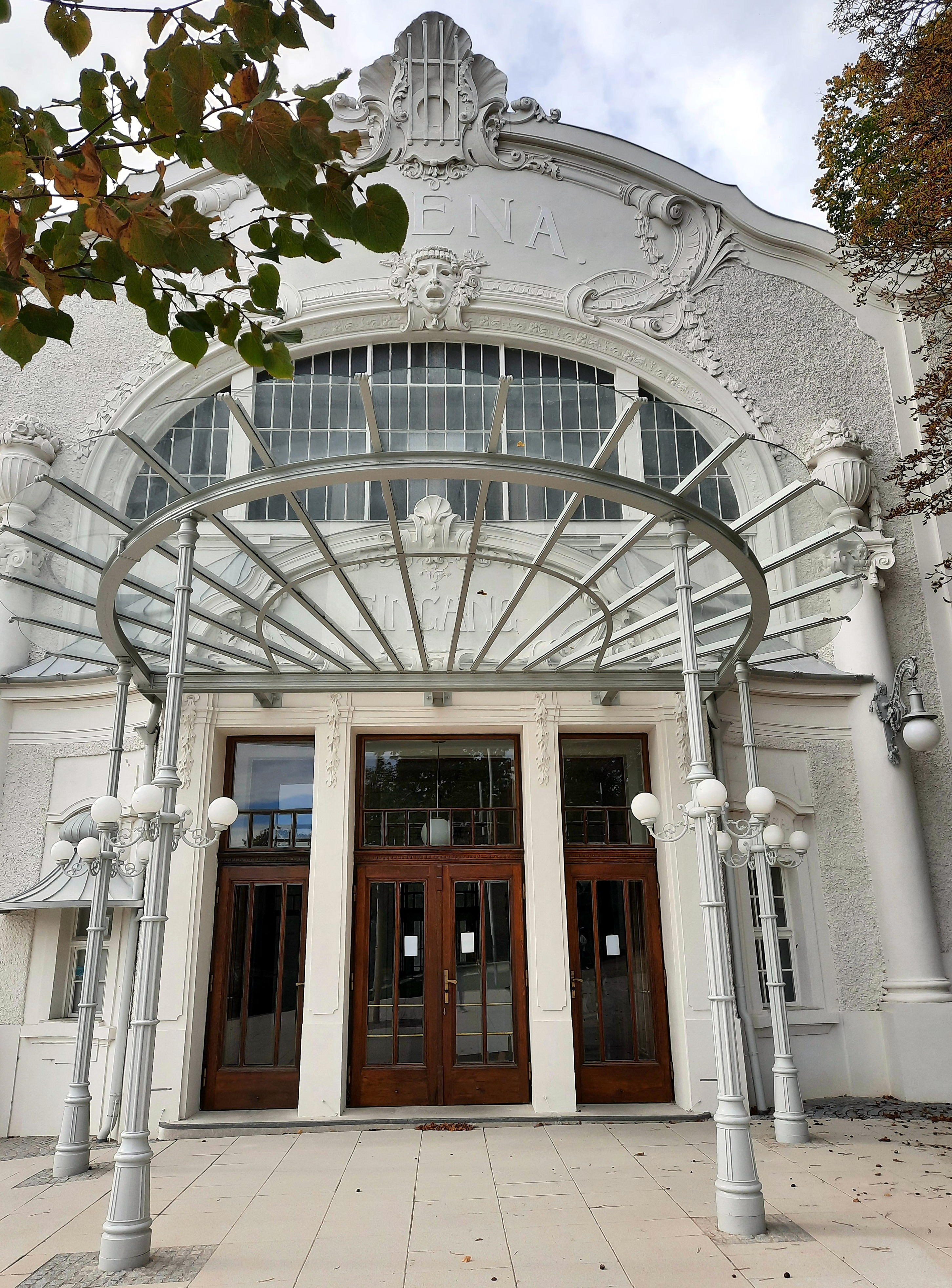
Vordach am Haupteingang

Die Sommerarena Baden steht im Kurpark in der Stadtgemeinde Baden in Niederösterreich. Die Sommerarena gehört zur Bühne Baden. Das Jugendstil-Theater steht mit anderen Kurparkbauten unter Denkmalschutz (Listeneintrag).

## Geschichte
1841 ließ der Theaterdirektor Franz Pokorny im Badener Kurpark die erste Sommerarena, einen Holzbau ohne Dach, erbauen. Um dieses reparatur- und witterungsanfällige Theater wetterunabhängig zu machen, beschloss der Gemeinderat von Baden am 7. Dezember 1905 ein festes Theater zu errichten.
Während der Zeit des Nationalsozialismus war die Badener Sommerarena Teil der Gaubühne Niederdonau und blieb ab 1939 geschlossen. Auch in den Wirren der Nachkriegszeit von 1945 bis 1955 war das Theater als besetztes Objekt nicht bespielbar. Erst am 29. Juni 1957 wurde die zwischenzeitlich renovierte Arena nach langjähriger Unterbrechung wieder eröffnet.
In der Sommerarena gelangen vorwiegend Operetten zur Aufführung. Anlässlich des 100-jährigen Bestehens der Sommerarena wurden 2006 die Operetten Der Bettelstudent von Carl Millöcker, Friedrich Zell und Richard Genée, Clivia von Nico Dostal und Charles Amberg sowie Die Zirkusprinzessin von Emmerich Kálmán, Julius Brammer und Alfred Grünwald aufgeführt.

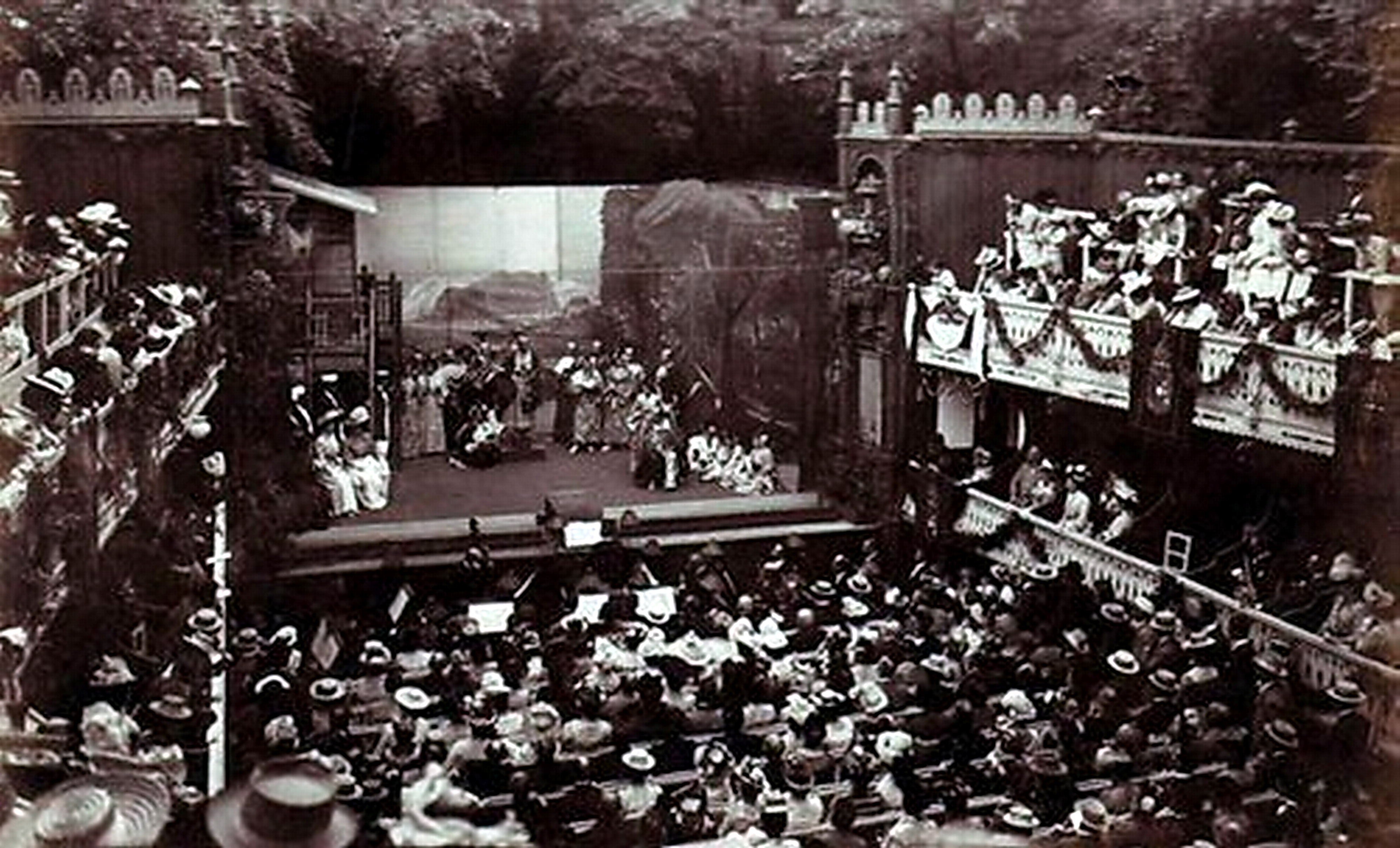
Sommerarena Baden ohne Dach, Aufführung von „Madame Butterfly“ um 1901, Fotograf: Louis Pichler
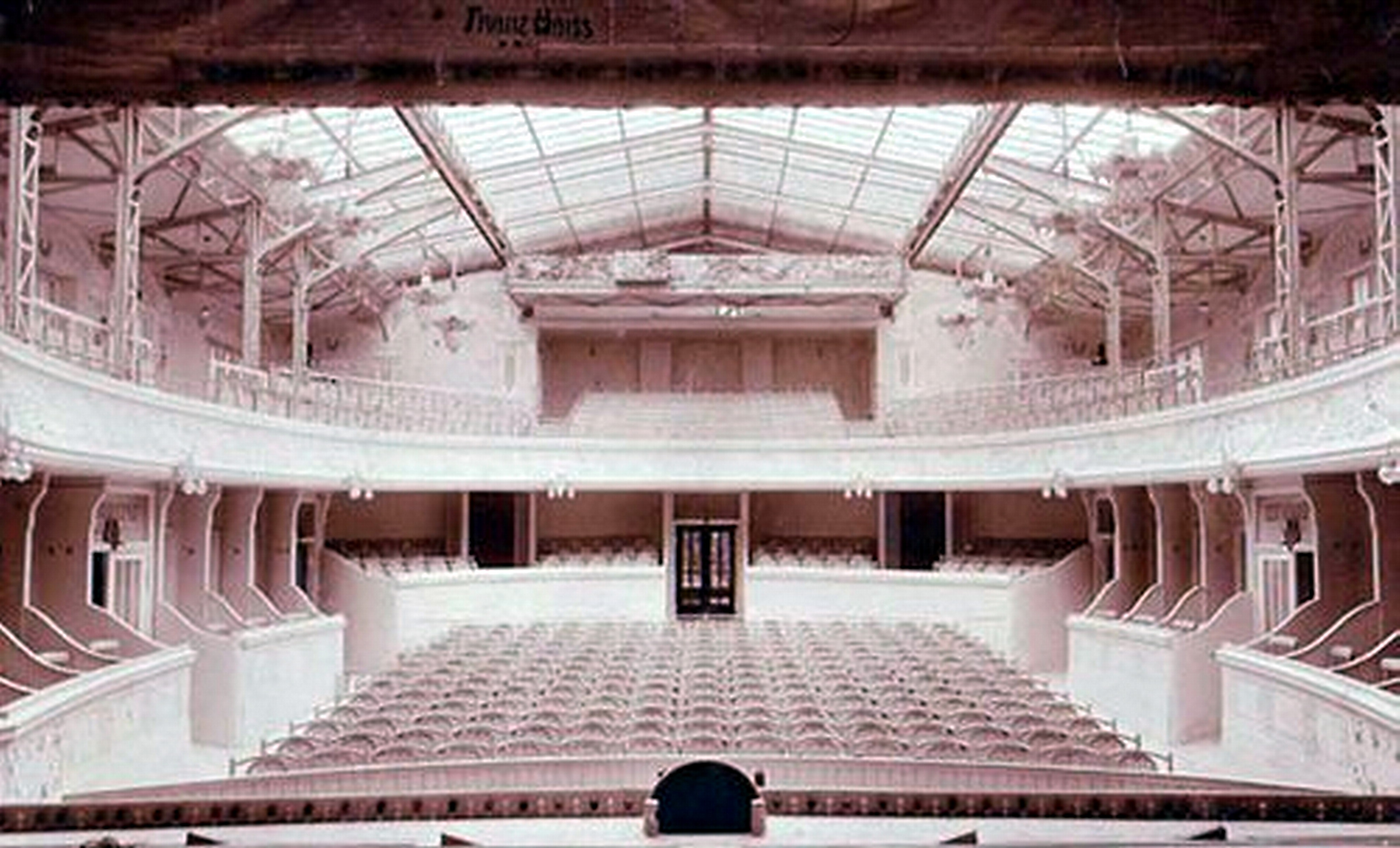
Sommerarena Baden mit Dach, Blick von der Bühne in den Zuschauerraum, 1906
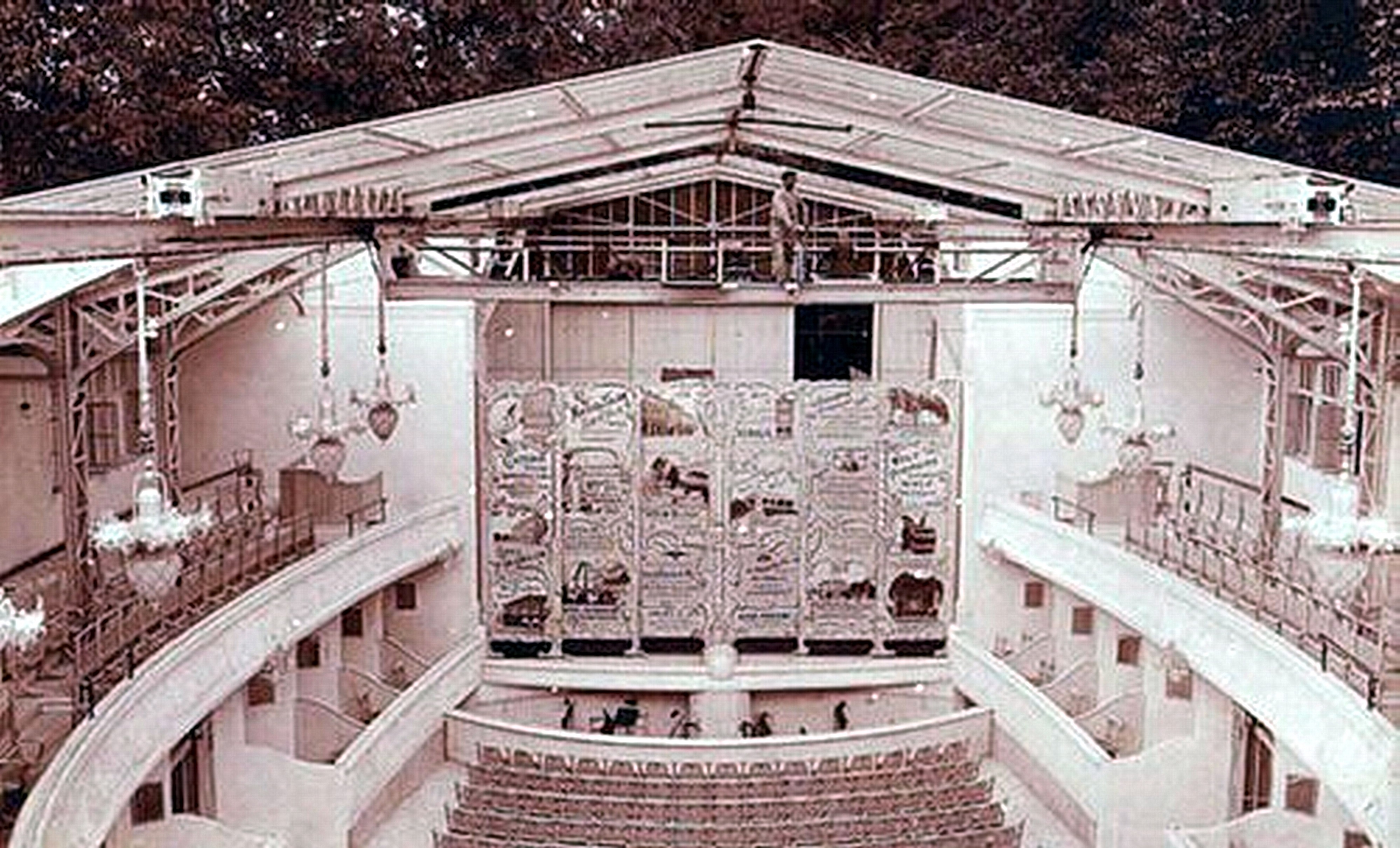
Sommerarena Baden mit teilweise geöffnetem Dach und Werbevorhang ca. 1910

### Leitung
- seit 2017 Michael Lakner

## Architektur
Die Sommerarena wurde nach den Plänen des Architekten Rudolf Krausz erbaut. Basierend auf einer Eisenkonstruktion der Firma Gridl wurde in der Rekordzeit vom 20. Februar bis zum 15. Juni 1906 eine Sommerarena für 700 Besucher mit einem in der Jugendstil-Architektur einmaligen Dach errichtet. Dieses Unikat in der Spezies Freilufttheater verfügt über eine verschiebbare Stahl-Glaskonstruktion, durch die der bogenförmig gestaltete Zuschauerraum je nach Wetter geöffnet oder geschlossen werden kann.
Das Theatergebäude steht auf einem nach Süden abfallenden Gelände. Der zweigeschoßige Bau in West-Ost-Richtung hat im Osten einen dreigeschoßigen Eingangstrakt. Die Fassaden zeigen Rieselputz mit Putzfeldern. Die Südfront hat einen flachen segmentbogig übergiebelten Mittelrisalit und einem bei der Eingangsfront vorgelegten Risalit, weiters wurde der Südfront ein mehrfach abgesetzter Stiegenaufgang mit massiven hochgezogenen Pfeilern vorgelegt. Die Ostfassade hat einen geschwungenen Giebel und einen dreizonigen Aufbau zwischen kolossalen ionischen Halbsäulen mit abschließenden Vasen, es gibt ein großes mit Stuck gerahmtes Halbkreisfenster mit einer Kopfmaske im Scheitel. Das segmentbogig übergiebelte Portal mit konkaven Seitenflächen hat Stuckverzierungen im Giebelfeld, die Portalzone ist dreiteilig mit Oberlichten mit Pfeilern mit aufgelegten Pilastern gegliedert. Im oberen Bereich gibt es zwischen Halbkreisfenster und Giebel eine mit Stuck gerahmte Kartusche mit Harfe und der Nennung Arena. Dominantes Element des Haupteinganges ist ein Vordach, das in dieser Form bereits im Jahr 1900 von Hector Guimard für diverse Pariser U-Bahn Stationen realisiert wurde. Der Eingangsbereich im Theaterinneren besitzt eine Flachdecke mit Putzfeldgliederung und Stuckverzierungen.